# Prvenstvo Avstralije 1915
Prvenstvo Avstralije 1915 v tenisu.

## Moški posamično
Gordon Lowe :  Horace Rice, 4–6, 6–1, 6–1, 6–4

## Moške dvojice
Horace Rice /  Clarence Todd :  Gordon Lowe /  Bert St John, 8–6, 6–4, 7–9, 6–3